# دانتون كول
دانتون كول (بالإنجليزية: Danton Cole)‏ هو لاعب هوكي الجليد أمريكي، ولد في 10 يناير 1967 في بونتياك في الولايات المتحدة.

## وصلات خارجية
- دانتون كول على موقع دوري الهوكي الوطني (الإنجليزية)
- دانتون كول على موقع قاعة مشاهير الهوكي (لاعب أن.إتش.أل) (الإنجليزية)
- دانتون كول على موقع EliteProspects.com (الإنجليزية)
- دانتون كول على موقع HockeyDB.com (الإنجليزية)
- دانتون كول على موقع Hockey-Reference.com (الإنجليزية)